# Cladosporium subnodosum
Cladosporium subnodosum är en svampart som beskrevs av Cooke 1877. Cladosporium subnodosum ingår i släktet Cladosporium och familjen Davidiellaceae.   Inga underarter finns listade i Catalogue of Life.